# 伍德沃德顺式双羟基化反应
Woodward顺式双羟基化反应（Woodward cis-dihydroxylation），以美国化学家Robert Burns Woodward的名字命名。
烯烃与碘和乙酸银在含水乙酸中作用，再经碱水解，得相应的顺式邻二醇。
此反应用于甾體的合成。

## 反应机理
碘与乙酸银作用产生亲电性的含碘物种，它对烯烃双键发生亲电加成，得碘鎓杂丙环中间体。该中间体被乙酸根离子开环，得碘代乙酸酯。之后碘代酯再与另一分子乙酸银作用，碘被拉下来，该位置的碳正离子被邻位酰基通过邻基参与效应成环而得到稳定。最后水解得邻二醇单酯。该单酯又可继续水解得邻二醇。